# Radio universitaria
La radio universitaria es un medio de comunicación perteneciente a una universidad, ya sea esta pública o privada. Es un modelo alternativo de radio al servicio de la sociedad debido a sus características; entre estas, el contexto específico de trabajo, los actores que intervienen en su realización, las temáticas que se abordan, la audiencia a la que se dirige y el rechazo a fines económicos. Su función principal es la difusión del conocimiento adquirido mediante los descubrimientos y el aprendizaje que se produce en las universidades.     
La temática de su programación es variada, principalmente de tipo humanístico, cultural, folclórico y didáctico. Los agentes que participan son mayoritariamente estudiantes, así como docentes, trabajadores administrativos de la universidad o profesionales de la comunicación. La audiencia está formada por la comunidad universitaria interesada por lo que ocurre en su entorno y la sociedad civil crítica que busca un tratamiento de la información libre e independiente. Es un medio de comunicación sin ánimo de lucro, porque su fin es el desarrollo de la cultura y la divulgación del conocimiento a la sociedad. Las principales vías de financiación de este tipo de medio son la pública, la partida presupuestaria de la universidad promotora y la recaudación obtenida de las tandas publicitarias.
Atendiendo a las formas de envío de señales de audio, existen dos tipos de radios universitarias: la transmisión radial vía antena y la transmisión radial vía Internet, y ambas pueden realizarse en directo, transmitido al mismo tiempo que se produce, o en diferido, emitido con posterioridad a su grabación.
Las radios universitarias son un medio de comunicación reciente. A nivel mundial tienen menos de un siglo de antigüedad y en España comenzaron a desarrollarse en la década de los 80, por lo que la investigación sobre este nuevo medio de comunicación es aún incipiente. Las principales publicaciones sobre radios universitarias son The Culture of American College Radio, de Samuel J. Sauls, Las radios universitarias como servicios ciudadanos de Comunicación, una obra coordinada por José Ignacio Aguaded y Paloma Contreras y Las radios universitarias, más allá de la radio: las TIC como recursos de interacción radiofónica, escrito por Cinta Espino Narváez y Daniel Martín Pena.
El Día Mundial de la Radio Universitaria se celebra el 3 de octubre.

## Historia
Estados Unidos
Estados Unidos es la cuna de las radios universitarias, con tres emisoras que empezaron a emitir en pruebas y de forma experimental en 1917, en las universidades de Detroit, Pittsburg y Wisconsin. Hasta cuatro años más tarde no se otorgó la primera licencia oficial a una radio universitaria, y fue a la de los Últimos Santos en Salt Lake City. A partir de ese momento se produjo una rápida expansión y en solo 15 años se concedieron más de doscientas licencias en Norteamérica, hasta llegar a finales del siglo XX con más de 1200 licencias concedidas.
América Latina
La primera emisora universitaria que emitió en América Latina fue la de la Universidad Nacional de La Plata en 1924, seguida de la Universidad Nacional del Litoral, ambas en Argentina. En 1933 empezó a emitir la emisora de la Universidad de Antioquia, en Colombia, y cuatro años más tarde comenzaron a emitir la Universidad Nacional Autónoma de México y la Universidad Técnica Federico Santa María. En la actualidad las universidades privadas también han desarrollado sus propias radios universitarias. Muchas de estas radios transmiten su programación por Internet. Por ejemplo, en Argentina la Universidad Abierta Interamericana cuenta con su propia radio llamada Conexión Abierta Archivado el 18 de septiembre de 2018 en Wayback Machine.. Esta radio cumplió 10 años de vida en el 2018 y ha recibido importantes distinciones como el Martín Fierro Digital, el cual destaca en la Argentina labor y los contenidos de la web distribuidos en 23 rubros más la distinción final. 
Colombia
El 19 de septiembre de 2003, en la Universidad Industrial de Santander, Bucaramanga, en el marco del Primer Encuentro Nacional de Radios Ciudadanas y Universitarias convocado por los Ministerios de Educación, Cultura y Comunicaciones, las radios universitarias participantes determinaron conformar la Red de Radio Universitaria de Colombia (RRUC). Actualmente está conformada por 69 emisoras (9 en AM, 38 en FM y 22 Virtuales) de 49 universidades, ubicadas geográficamente en 21 ciudades y 11 municipios de Colombia. La lista de emisoras que forman parte de la RRUC se puede consultar en: www.radiouniversitaria.org
Europa
Tuvieron que pasar varias décadas hasta que las radios universitarias llegaron en Europa. Las primeras aparecieron en Francia y Reino Unido en la década de los 60, mientras que a España o Alemania no llegarían hasta la década de los 80.
Existe un precedente a la primera emisora en España, que fue emitido en RNE por la Universidad Nacional a Distancia. Poseía un modelo muy distinto al resto de radios universitarias, basado en la difusión de datos curriculares. La primera emisora universitaria que nació en España fue en la Universidad de La Laguna en 1987; el proyecto nació de la mano de los alumnos del Colegio Mayor de San Fernando de Tenerife y tras su aprobación pasó a llamarse Radio Campus.   
En España se produjo un proceso lento, comenzando con un periodo de pruebas y posteriormente emitiendo de manera estable. Algunas de estas emisoras eran la de las universidades de Salamanca, León, La Coruña, Complutense y Autónoma de Madrid. No fue hasta comienzos del siglo XXI cuando se produjo un verdadero despliegue de las radios universitarias en España, propiciado por factores como la aparición de facultades de Comunicación y de las titulaciones que contienen programas relacionados con el medio de las ondas, los avances tecnológicos, relacionados con la red, que permiten un rápido y sencillo medio de producir, almacenar y emitir contenidos radiofónicos. A ello se suma la ventaja de poder emitir sin licencia, algo que había limitado hasta entonces el número de radios universitarias en España.
Por lo tanto, este despliegue se debe en gran parte a la posibilidad de producir contenidos radiofónicos gracias a Internet, sin los elevados costes de distribución de la señal de las emisiones convencionales y sin las limitaciones de adjudicaciones de frecuencias de la radio tradicional. Las primeras emisoras universitarias en emitir por Internet en España fueron las de la Radio Universitaria de León en 1997, denominada ONDAS, Radio Campus de la Universidad de la Laguna en 1998, como recuperación de la emisión por FM que había sido cerrada, y la Universidad de Salamanca, con una vida efímera de tan solo dos temporadas. El futuro de las radios universitarias, al igual que el de la mayoría de los medios de comunicación, pasa por un mayor desarrollo de aplicaciones para dispositivos móviles.